# Cœur de lilas
Coeur de lilas è un film del 1932 diretto da Anatole Litvak.

## Trama
André Lucot è un giovane ispettore di polizia che, per svolgere le sue indagini per un delitto avvenuto vicino a Boulevard Sérurier è entrato sotto copertura nella feccia criminale di Parigi.